# جورج أريوشي
جورج أريوشي (بالإنجليزية: George Ariyoshi) (12 مارس 1926) محامي وسياسي أمريكي شغل منصب الحاكم الثالث لهاواي من عام 1974 إلى عام 1986. ويُعد أطول حاكم لولاية هاواي وأول أميركي من أصل آسيوي يشغل منصب حاكم ولاية أمريكية.